# Артефакт
Артефакт је сваки предмет којим се човек користио, који је направио или преправио. Артефакти могу бити како готови производи тако и нуспродукти у технолошком процесу.